# Herb Senicy

Herb Senicy

Herb Senicy stanowi w polu niebieskim stojąca en face postać świętego Marcina w heraldycznie srebrnej (białej) zbroi prawą ręką uzbrojona w złoty miecz przecinającego swój czerwony płaszcz trzymany w lewej ręce. Święty przedstawiony od kolan w górę. Włosy koloru złotego.
Herb Senicy należy do niecodziennych przedstawień heraldycznych świętego Marcina.
Święty Marcin występował już na najstarszej pieczęci miejskiej, pochodzącej z początku XV wieku i po nadaniu praw miejskich został także umieszczony w herbie.
Herb został oceniony przez Komisję Heraldyczną 02 kwietnia 1987 roku, a zatwierdzony oficjalnie 23 czerwca 1987 roku przez władze Senica (Uchwał nr 58/87).